# Крем-фреш (Южный Парк)
«Крем-фреш» (фр. Crème Fraiche) — эпизод 1414 (№ 209) сериала «Южный парк», премьера которого состоялась 17 ноября 2010 года.

## Сюжет
У Рэнди развивается одержимость к Food Network, которая начинает влиять на всю его семью.
В итоге Шерон заблокировала канал родительским контролем. Рэнди нашёл выход из ситуации, позвонив на горячую линию канала. Шерон случайно услышала, как Рэнди звонит туда.
Она обращается за помощью к Шейле Брофловски. Шэрон больше не чувствует себя желанной и думает что Рэнди подсел на кулинарные шоу. Та советует купить мясотряс для поддержания формы и чтобы муж снова обратил на неё внимание.
Шерон приходит в магазин, который забит женщинами, тренирующимися с мясотрясом. Продавец помогает ей выбрать прибор, рекомендуя для начала взять мясотряс с голосовым помощником и она приступает к тренировкам. Голосовой помощник сыплет всевозможными комплиментами и Шерон чувствует себя более привлекательной.
Придя в школьную столовую, ребята обнаруживают на месте шефа отца Стэна. Всем ребятам не нравится еда Рэнди, но он всё равно не хочет возвращаться на прежнюю работу.
Стэн очень недоволен тем, что отец «подсел» на кулинарный канал и постоянно готовит в школе. Он ищет поддержки у мамы, однако Шерон полностью занята тренировками.
Рэнди из своей работы делает кулинарное шоу и называет его «Кафетерий фреш». Он приглашает ребят поучаствовать в качестве операторов. Рэнди так занят, что совсем забыл про свою жену.
Шерон уезжает на отдых, чтобы отдохнуть, прихватив с собой мясотряс, но даже там прибор заставляет её тренироваться.
Чтобы доказать Рэнди, что тот никогда не станет хорошим поваром, Картман наряжается в Гордона Рамзи. Марш готовит разные блюда, а Рамзи всячески его критикует. Но Рэнди не сдаётся. В это время в столовую заходит Бобби Флэй и вызывает Рэнди на кулинарный поединок школьных поваров.
Мясотряс заставляет тренироваться Шерон даже ночью. Ей это начинает нравиться всё меньше. Вернувшись в номер днём, она обнаруживает уборщицу, занимающуюся тренировкой с мясотрясом. Она звонит в магазин и пытается вернуть прибор.
В школьной столовой проходит турнир, в котором принимают участие лучшие повара мира. Рэнди пытается найти свой секретный ингредиент. Прибежав домой, он видит приехавшую с отдыха Шерон. Чтобы снять стресс с Рэнди и вернуть прежние отношения, она заменяет мясотряс мужем. Рэнди решает бросить готовку и собирается вернуться на прежнюю работу, прежде чем заснуть. Шерон рада такому исходу и благодарна тренажёру.

## Факты
- Голос и интонации тренажёра Шерон похож на голос бортового компьютера HAL 9000 из фильма «Космическая одиссея 2001 года».
- Фоновая музыка в кулинарном телешоу Рэнди — пародия на песню «Я очень рад, ведь я наконец возвращаюсь домой» в исполнении Эдуарда Хиля.
- Тренажёр Shake Weight[англ.] (мясотряс) существует на самом деле.